# Automobiles Corona
Automobiles Corona war ein französischer Hersteller von Automobilen.

## Unternehmensgeschichte
Das Unternehmen aus Paris begann 1920 mit der Produktion von Automobilen. Der Markenname lautete Corona. Konstrukteur war G. Michaux. Im gleichen Jahr endete die Produktion bereits wieder.

## Fahrzeuge
Das einzige Modell war ein Luxusfahrzeug. Für den Antrieb sorgte ein V12-Motor mit OHV-Ventilsteuerung und 7238 cm³ Hubraum. Der Neupreis für das Fahrgestell betrug 3000 Pfund Sterling.